# 矩叶翼核果
矩叶翼核果（学名：Ventilago oblongifolia）为鼠李科翼核果属下的一个种。其种加词“oblongifolia”意为“长椭圆叶子的”。
现接受名为矩叶扁果藤（Smythea oblongifolia (Blume) Cahen & Utteridge, 2017）。